# Паладини, Паоло
Паоло Паладини (итал. Paolo Paladini; 1894 — 12 апреля 1938) — итальянский офицер, танкист, участник Первой мировой и Гражданской войны в Испании. Кавалер высшей награды Италии за подвиг на поле боя — золотой медали «За воинскую доблесть» (1938, посмертно).

## Биография
Родился в 1894 году в Масса региона Тоскана, Королевство Италия.
Участник первой мировой войны с 1914 года. С 1915 года служил в берсальерском полку. В 1924 году направлен в Восточную Африку в 3-й эритрейский батальон, воевал в Киренаике. В 1929 году переведён в 5-й берсальерский полк, затем в 32-й танковый полк. В 1930-х годах возглавлял подразделение ливийской полиции.
Во время гражданской войны в Испании принимал участие в боях за Малагу, Гвадалахарау и Сантандер. Командир танкового взвода 1-го танкового батальона итальянского добровольческого корпуса капитан Паоло Паладини особенно отличился в Арагонской операции. 12 апреля 1938 года погиб в бою, возглавляя атаку из своей танкетки L3/35. Посмертно награждён золотой медалью «За воинскую доблесть».
Из представления к награде:

Офицер исключительного таланта, в боях за Малагу, Гвадалахару и Сантандер, щедро источая смелость из своего солдатского сердца вёл вперед пехоту и танки доблестных легионеров. В битве при Арагоне, показав вновь свои захватывающие организаторские способности и бойцовские качества, в ходе опасной операции его взвода, управляя атакой из своего танка, был сначала ранен в руку, затем получил тяжёлое ранение в живот и геройски погиб, прожив свою жизнь как солдат своей далёкой священной родины.
Испания, 12 апреля 1938.
Оригинальный текст (итал.)Ufficiale di eccezionale bravura, nelle battaglie di Malaga, Guadalajara e Santander, prodigava l’esuberante ardimento del suo generoso cuore di soldato trascinando fanti e carristi su tutte le vie ove il valore legionario rifulse. Nella battaglia d’Aragona, dopo aver dato nuove entusiasmanti prove della sua capacità di comandante e del suo impeto di combattente, in una rischiosa operazione svolta da una sua compagnia, dirigendone fuori del carro l’azione, veniva ferito una prima volta al braccio, poi gravemente all’addome, concludendo eroicamente come l’aveva vissuta la sua vita di soldato nel sacro nome della Patria lontana.

Terra di Spagna, 12 aprile 1938.

## Награды
Итальянские государственные награды:
- Золотая медаль «За воинскую доблесть» (1938, посмертно)
- две серебряные медали «За воинскую доблесть»
- две бронзовые медали «За воинскую доблесть»

Испанские государственные награды:
- орден Святого Фердинанда